# Gendulain
Pour les articles homonymes, voir Guenduláin.
Gendulain en basque ou Guenduláin en espagnol, est un village situé dans la commune d'Esteribar dans la Communauté forale de Navarre, en Espagne.
Ce hameau, qui n'a pas le statut de concejo, est situé dans la zone linguistique bascophone de Navarre.